# 仙梨兰属
仙梨兰属（学名：Adrorhizon）是兰科的一属。它该属仅有一个种，即仙梨兰（Adrorhizon purpurascens），该属也是仙梨兰亚族中的三个属之一。
该属原产于印度南部和斯里兰卡。